# 小行星9937
小行星9937（英語：9937 Triceratops）是一颗围绕太阳公转的小行星。1988年2月17日，天文学家艾瑞克·怀特·埃尔斯特在拉西拉天文台发现了此天体。
这颗小行星的绝对星等为46.96680等。